# Alfresco
Alfresco és un sistema de gestió de contingut empresarial, desenvolupat en Java, d'escala empresarial per Windows i sistemes operatius similars a Unix. Alfresco es distribueix en tres versions amb llicències diferents:
- Alfresco LABS que és programari lliure, amb llicència GPL[2] i empra estàndards oberts
- Alfresco Enterprise Edition, que és codi obert, propietari i també amb estàndards oberts.
- Alfresco Cloud Edition (Alfresco en el núvol) amb llicència SaaS. Va poder usar-se al núvol a partir de la versió 4.0.[3]

Està dissenyat per a usuaris que requereixen un alt grau de modularitat i rendiment escalable. Alfresco inclou una font de continguts, un marc de portal web per administrar i utilitzar el contingut estàndard en portals, una interfície CIFS que proveeix compatibilitat de sistemes d'arxius en Windows i sistemes operatius similars a Unix, un sistema d'administració de contingut web amb capacitat de virtualitzar aplicacions i llocs web estàtics via Apache Tomcat, recerques via el motor Lucene i flux de treball en jBPM. Alfresco està desenvolupat en Java.

## Reconeixements
- 2007
  - InfoWorld: Best of Open Source Applications BOSSIE Award Winner[4]
  - Computerworld Honors Program: Finalist Arxivat 2006-07-15 a Wayback Machine.
  - Sand Hill Group: Top Software Innovator
  - Network World: Top Ten Enterprise Software Companies to watch
  - Gartner: “Cool Vendors in Content Management, 2007”
  - World Economic Forum: Technology Pioneer of 2007
- 2006
  - Red Herring: Red Herring 100 Europe
  - EContent: EContent 100
  - KM World: Trend-Setting Product Award
- 2005
  - OSBC: Emerging Elite Award